# Araz-Naxçıvan PFK
Araz-Naxçıvan Peşəkar Futbol Klubu byl ázerbájdžánský fotbalový klub sídlící ve městě Nachičevan.
Původní klub v sovětské éře byl založen v roce 1967, ten ovšem zanikl těsně po pádu Sovětského svazu. Obnoven byl na v průběhu 90. let 20. století, znovu zanikl v roce 2002 kvůli finančním problémům. Dalšího obnovení se dočkal až v roce 2013 a byl rázem přihlášen do druhé nejvyšší soutěže - Birinci Divizionu. Z ní postoupil z prvního místa do nejvyšší soutěže - Premyer Liqası. 3. listopadu 2014 klub oznámil odstoupení z nejvyšší soutěže, kvůli neustálé neobjektivitě prvoligových rozhodčí. 17. listopadu 2014 klub odstoupil od všech smluv a oficiálně odstoupil z nejvyšší soutěže.
Své domácí zápasy odehrával na stadionu Naxçıvan şəhər stadionu s kapacitou 12 800 diváků.

## Historické názvy
Zdroj: 
- 1967 – FK Araz Nachičevan (Futbolnyj klub Araz Nachičevan)
- 1991 – Badamly Naxçıvan PFK (Badamly Naxçıvan Peşəkar Futbol Klubu)
- 1998 – Araz-Naxçıvan PFK (Araz-Naxçıvan Peşəkar Futbol Klubu)

## Umístění v jednotlivých sezonách
Zdroj: 
Legenda: Z - zápasy, V - výhry, R - remízy, P - porážky, VG - vstřelené góly, OG - obdržené góly, +/- - rozdíl skóre, B - body, červené podbarvení - sestup, zelené podbarvení - postup, fialové podbarvení - reorganizace, změna skupiny či soutěže
| Sovětský svaz (1968 – 1991)              |                                            |        |                                                            |                                                            |                                                            |                                                            |                                                            |                                                            |                                                            |                                                            |        |
| Sezóny                                   | Liga                                       | Úroveň | Z                                                          | V                                                          | R                                                          | P                                                          | VG                                                         | OG                                                         | B                                                          | +/-                                                        | Pozice |
| 1968                                     | Klass B - RSFSR, 3 zona                    | 3      | 40                                                         | 5                                                          | 11                                                         | 24                                                         | 23                                                         | 70                                                         | -47                                                        | 21                                                         | 20.    |
| 1969                                     | Klass B - Zakavkazje                       | 3      | 38                                                         | 8                                                          | 9                                                          | 21                                                         | 18                                                         | 49                                                         | -31                                                        | 25                                                         | 20.    |
| 1970                                     | Klass B - RSFSR, 2 zona, 2 podgruppa       | 4      | 34                                                         | 6                                                          | 6                                                          | 22                                                         | 28                                                         | 69                                                         | -41                                                        | 18                                                         | 17.    |
| ...                                      |                                            |        |                                                            |                                                            |                                                            |                                                            |                                                            |                                                            |                                                            |                                                            |        |
| 1977                                     | Vtoraja liga - 4 zona                      | 3      | 42                                                         | 10                                                         | 4                                                          | 28                                                         | 33                                                         | 102                                                        | -69                                                        | 24                                                         | 22.    |
| 1978                                     | Vtoraja liga - 4 zona                      | 3      | 46                                                         | 9                                                          | 5                                                          | 32                                                         | 38                                                         | 111                                                        | -73                                                        | 23                                                         | 24.    |
| 1979                                     | Vtoraja liga - 4 zona                      | 3      | 46                                                         | 27                                                         | 3                                                          | 16                                                         | 88                                                         | 78                                                         | +10                                                        | 57                                                         | 6.     |
| 1980                                     | Vtoraja liga - 9 zona                      | 3      | 30                                                         | 6                                                          | 7                                                          | 17                                                         | 23                                                         | 60                                                         | -37                                                        | 19                                                         | 16.    |
| 1981                                     | Vtoraja liga - 9 zona                      | 3      | 44                                                         | 29                                                         | 10                                                         | 5                                                          | 79                                                         | 37                                                         | +42                                                        | 68                                                         | 1.     |
| 1981                                     | 9 zona, turnij za 9-16 mesta               | 3      | 44                                                         | 10                                                         | 11                                                         | 23                                                         | 37                                                         | 63                                                         | -26                                                        | 31                                                         | 14.    |
| 1982                                     | Vtoraja liga - 9 zona                      | 3      | 32                                                         | 9                                                          | 4                                                          | 19                                                         | 27                                                         | 60                                                         | -33                                                        | 22                                                         | 14.    |
| 1983                                     | Vtoraja liga - 9 zona                      | 3      | 32                                                         | 6                                                          | 5                                                          | 21                                                         | 32                                                         | 75                                                         | -43                                                        | 17                                                         | 16.    |
| 1984                                     | Vtoraja liga - 9 zona                      | 3      | 32                                                         | 8                                                          | 6                                                          | 18                                                         | 30                                                         | 41                                                         | -11                                                        | 22                                                         | 16.    |
| 1985                                     | Vtoraja liga - 9 zona                      | 3      | 30                                                         | 4                                                          | 9                                                          | 17                                                         | 18                                                         | 53                                                         | -35                                                        | 17                                                         | 15.    |
| 1986                                     | Vtoraja liga - 9 zona                      | 3      | 30                                                         | 12                                                         | 6                                                          | 12                                                         | 33                                                         | 47                                                         | -14                                                        | 30                                                         | 11.    |
| ...                                      |                                            |        |                                                            |                                                            |                                                            |                                                            |                                                            |                                                            |                                                            |                                                            |        |
| 1988                                     | Vtoraja liga - 7 zona                      | 3      | 36                                                         | 18                                                         | 1                                                          | 17                                                         | 52                                                         | 54                                                         | -2                                                         | 37                                                         | 7.     |
| 1989                                     | Vtoraja liga - 7 zona                      | 3      | 40                                                         | 21                                                         | 2                                                          | 17                                                         | 61                                                         | 48                                                         | +13                                                        | 44                                                         | 9.     |
| 1990                                     | Vtoraja nizšaja liga - 3 zona, podgruppa A | 4      | 22                                                         | 13                                                         | 5                                                          | 4                                                          | 38                                                         | 13                                                         | +25                                                        | 31                                                         | 2.     |
| 1990                                     | 3 zona, turnij za 1-12 mesta               | 4      | 34                                                         | 20                                                         | 7                                                          | 7                                                          | 57                                                         | 21                                                         | +36                                                        | 47                                                         | 3.     |
| 1991                                     | Vtoraja nizšaja liga - 3 zona              | 4      | 38                                                         | 2                                                          | 3                                                          | 33                                                         | 20                                                         | 107                                                        | -87                                                        | 7                                                          | 20.    |
| Ázerbájdžán (1991 – 2014)                |                                            |        |                                                            |                                                            |                                                            |                                                            |                                                            |                                                            |                                                            |                                                            |        |
| Sezóny                                   | Liga                                       | Úroveň | Z                                                          | V                                                          | R                                                          | P                                                          | VG                                                         | OG                                                         | +/-                                                        | B                                                          | Pozice |
| ...                                      |                                            |        |                                                            |                                                            |                                                            |                                                            |                                                            |                                                            |                                                            |                                                            |        |
| 2000/01                                  | Yüksək Liqa                                | 1      | 20                                                         | 3                                                          | 3                                                          | 14                                                         | 14                                                         | 55                                                         | -41                                                        | 12                                                         | 10.    |
| 2001/02                                  | Yüksək Liqa                                | 1      | 22                                                         | 6                                                          | 6                                                          | 10                                                         | 25                                                         | 43                                                         | -18                                                        | 24                                                         | 10.    |
| V letech 2002 – 2013 byl klub neaktivní. |                                            |        |                                                            |                                                            |                                                            |                                                            |                                                            |                                                            |                                                            |                                                            |        |
| 2013/14                                  | Birinci Divizionu                          | 2      | 30                                                         | 25                                                         | 4                                                          | 1                                                          | 66                                                         | 11                                                         | +55                                                        | 79                                                         | 1.     |
| 2014/15                                  | Premyer Liqası                             | 1      | Klub se odhlásil v průběhu sezóny, výsledky byly anulovány | Klub se odhlásil v průběhu sezóny, výsledky byly anulovány | Klub se odhlásil v průběhu sezóny, výsledky byly anulovány | Klub se odhlásil v průběhu sezóny, výsledky byly anulovány | Klub se odhlásil v průběhu sezóny, výsledky byly anulovány | Klub se odhlásil v průběhu sezóny, výsledky byly anulovány | Klub se odhlásil v průběhu sezóny, výsledky byly anulovány | Klub se odhlásil v průběhu sezóny, výsledky byly anulovány | 10.    |